# Château du Belvédère (New York)
Pour les articles homonymes, voir Château du Belvédère (homonymie) et Belvédère.
Le château du Belvédère (en anglais Belvedere Castle) est un bâtiment de Central Park, sur l'île de Manhattan à New York (États-Unis). Il est construit sur Vista Rock, le deuxième point le plus élevé du parc. 
Son architecture de style néogothique reproduit celle d'un château écossais. Ses plans furent dessinés au XIXe siècle par Calvert Vaux et le sculpteur Jacob Wrey Mould. Sa construction, en schiste de Manhattan, débuta en 1869. Au moment de sa construction, le château donnait sur un réservoir d'eau qui a depuis été comblé. Il abrite les locaux de l'observatoire météorologique de New York (New York Meteorological Observatory), dirigé par le National Weather Service américain depuis 1911.

## Belvedere Castledans la fiction
Le scénariste Jean Van Hamme et le dessinateur Philippe Francq ont recouru au site de Belvedere Castle pour une séquence de l'album de bande dessinée La Forteresse de Makiling, septième volume de la série Largo Winch.
Une partie de l'action du film Les Schtroumpfs se déroule au château.
Au début du roman de fantasy L'Alliance des Trois (saga Autre-Monde), Matt et Tobias se cachent dans le château du Belvédère pour échapper à la tempête d'éclairs bleus.
Dans le roman La Nuit éternelle (saga La Lignée), Zack, le fils d'un des héros, est cloîtré dans le château du Belvédère durant son séjour auprès du Maître.
Le château sert également de décor dans un épisode des Experts : Manhattan, ainsi qu'à la fin du film de Julie Delpy, Two Days in New York.
Une scène du film Hannah et ses sœurs a été tournée de l'autre côté du lac Turtle Pond, avec le château pour arrière plan, on y voit Woody Allen et Dianne Wiest se promener.

## Observatoire météorologique

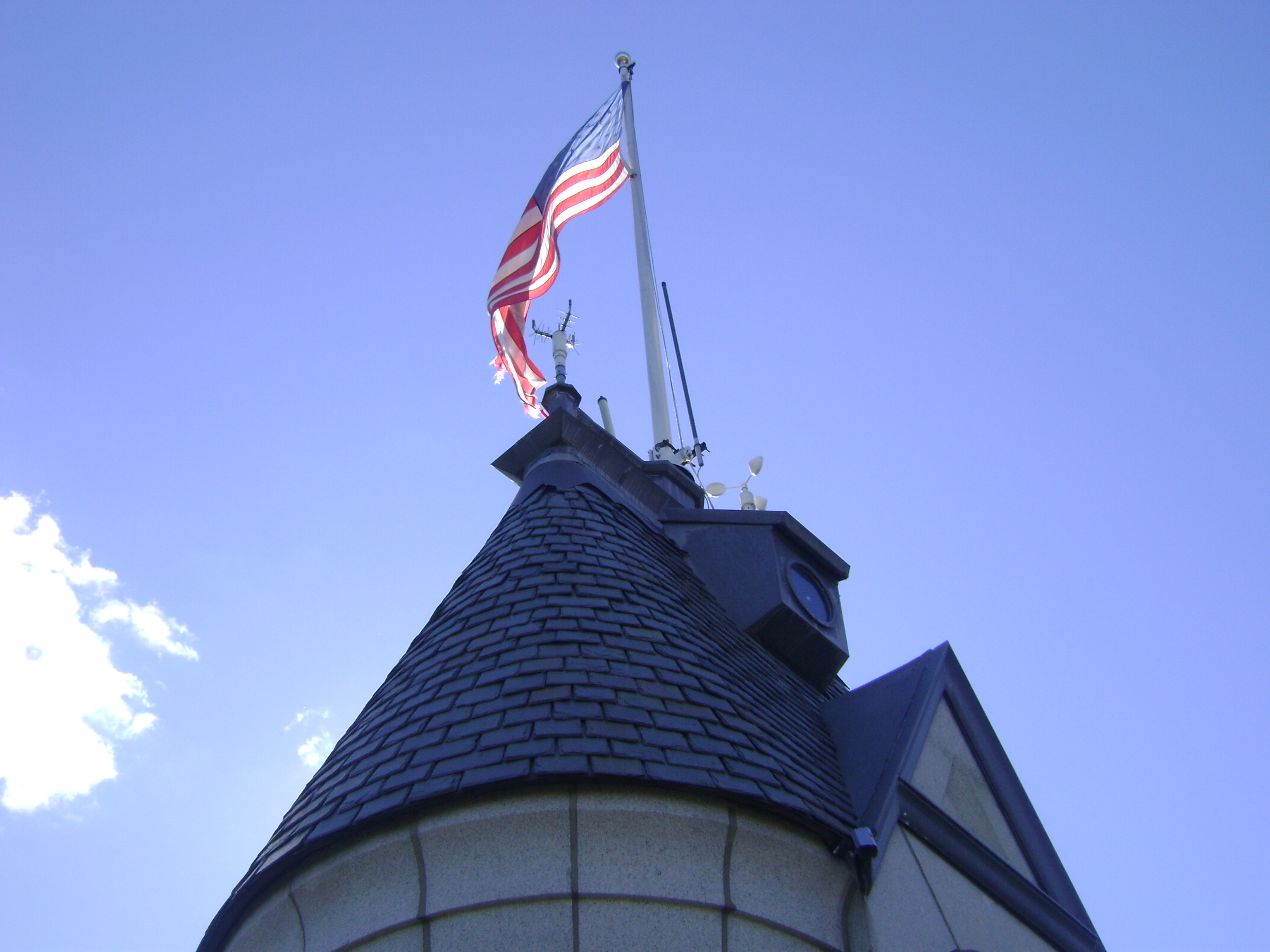
Anémomètres au sommet de la tour de chaque côté du drapeau.

L'Observatoire météorologique de New York fut fondé par l'État de New York en 1869 et le Dr Daniel Draper (en) en a été le premier directeur. Au fil du temps, l'institution a déménagé en plusieurs autres endroits du Lower Manhattan pour s'éloigner des obstructions causées par de nouveaux gratte-ciel. L'Observatoire s'est ainsi retrouvé au Whitehall Building près de Battery Park le 1er mai 1911 avec un site à l'Arsenal de Central Park.
La même année, le Dr Draper a pris sa retraite et l'observatoire fut pris en charge par le Bureau météorologique des États-Unis, aujourd'hui le National Weather Service (NWS),. En 1912, le prévisionniste James H. Scarr du Bureau a été nommé directeur par intérim et l'année suivante a recommandé que le site de Central Park soit déplacé vers un emplacement près du château du Belvédère pour le tenir à l'écart des obstructions du bâtiment de l'Arsenal de Central Park. En 1918, le Bureau a commencé à prendre des mesures des zones proches du château du Belvédère, en les comparant avec celles prises à l'Arsenal afin de comprendre les différences de climatologie.
En 1919, l'Observatoire fut donc déplacé au château du Belvédère, une structure originellement à ciel ouvert, sans portes ni fenêtres. La tourelle fut fermée pour accueillir les instruments scientifiques. La première observation officielle fut prise le 1er janvier 1920. Au cours des années 1940, une équipe de trois observateurs prenaient les mesures en rotation sur 24 heures. Dans les années 1950, le nombre a été réduit et la station n'était occupée que pendant une partie de la journée.
Au début des années 1960, le service météo a remplacé le laboratoire par une station météorologique automatique et a fermé les bureaux du Château. La station est située immédiatement au sud du château, mais l'anémomètre est toujours sur la tour principale. Le 1er janvier 2020, la station du Chateau, qui est celle officielle pour la ville de New York, a atteint 100 ans d'observations ininterrompues. Les registres du temps où la station était opérée manuellement sont conservés au bureau du NWS de New York à Brookhaven, Long Island, et le site est entretenu par ses électroniciens.